# 에우헤메로스
에우헤메로스(고대 그리스어: Εὐήμερος, 기원전 4세기 후반)는 마케도니아 왕 카산드로스 궁정에 있었으며 그리스 신화학자였다. 그의 출생지는 논쟁이 있는데 시칠리아의 메시나가 유력하지만 히오스섬이나 테케아를 제시하는 사람도 있다. 에우헤메로스설(Euhemerism)은 그의 이름을 따라서 붙인 철학이다. 역사적 인물과 사건에 관한 많은 신화적 이야기가 시간이 지나서 과장되게 변경되었다고 한다.

## 같이 보기
- 팔라이파토스
- 프로디코스
- 펠라의 레온
- 영국의 전설적인 왕 목록
- 지리학
- 에우헤메로스설

## 참고 문헌
- Smith, William. 1870. Dictionary of Greek and Roman Biography and Mythology. (London: C. Little and J. Brown) sub "Evemerus"
- Abbé Banier's Ovid commentary Englished The Euhemerist tradition in Banier's "historical" commentaries on Ovid's Metamorphoses.
- Brown, Truesdell S. "Euhemerus and the Historians" The Harvard Theological Review 39.4 (October 1946), pp. 259–274. Includes a comprehensive redaction of the existing fragments of Euhemerus' Sacred History.